# Servië en Montenegro op het Junior Eurovisiesongfestival
Servië en Montenegro nam één keer deel aan het Junior Eurovisiesongfestival. 

## Geschiedenis
Servië en Montenegro nam deel aan het Junior Eurovisiesongfestival 2005. Het land stuurde Filip Vučić uit Montenegro naar Hasselt, België. Daar werd hij dertiende, met 29 punten. In 2006 scheurde Montenegro zich af van de confederatie, waarna het land ophield te bestaan. Zodoende was de eerste deelname van Servië en Montenegro in 2005 meteen ook de laatste. In 2006 debuteerde Servië wel als onafhankelijke staat op het Junior Eurovisiesongfestival. Montenegro debuteerde op het Junior Eurovisiesongfestival 2014.

## Deelnames van Servië en Montenegro
| Jaar | Artiest     | Lied             | Plaats | Punten | Taal          |
| ---- | ----------- | ---------------- | ------ | ------ | ------------- |
| 2005 | Filip Vučić | Ljubav pa fudbal | 13     | 29     | Montenegrijns |

| Kleur | Betekenis      |
| ----- | -------------- |
|       | Eerste plaats  |
|       | Tweede plaats  |
|       | Derde plaats   |
|       | Laatste plaats |
|       | Gastland       |

## Gegeven en gekregen punten
| Plaats | Land            | Punten |
| ------ | --------------- | ------ |
| 1      | Spanje          | 12     |
| 2      | Noord-Macedonië | 10     |
| 3      | Wit-Rusland     | 8      |
| 4      | Roemenië        | 7      |
| 5      | Kroatië         | 6      |

| Plaats | Land            | Punten |
| ------ | --------------- | ------ |
| 1      | Noord-Macedonië | 10     |
| 2      | Kroatië         | 6      |
| 3      | Cyprus          | 1      |

## Twaalf punten
(Een vetgedrukte editie betekent dat het land die editie won.)
| Twaalf punten gegeven aan: \| Aantal \| Land \| Edities \| \| ------ \| ------ \| ------- \| \| 1 \| Spanje \| 2005 \| (J) = vakjury; (K) = kinderjury (vanaf 2016) |        |         |
| Aantal | Land   | Edities |
| 1 | Spanje | 2005    |

2005